# Guillaume Rondelet
Guillaume Rondelet (Montpellier, 27 september 1507 - Réalmont, 30 juli 1566) was een Frans arts, botanicus, ichthyoloog en in het algemeen natuuronderzoeker, die vooral faam verwierf met zijn twee boeken over vissen. Meerdere gerenommeerde geneeskundigen volgden hun opleiding bij hem. Hij was ook, samen met Pierre Belon, een van de eersten die binomiale namen (avant la lettre) gebruikten, later geformaliseerd door Carl Linnaeus.

## Levensschets
De vader van Rondelet, Jean Rondelet, was 'aromatarius', wat overeenkomt met een combinatie van de drie hedendaagse beroepen van kruidenier, drogist en apotheker. Zijn moeder was Jeanne Renalde (of Renaude) de Monceau (of Moncel). Hij had vijf broers (Albert, Jean, Claude, Jean junior en Gaspard), en twee zussen (Jeanne en Margarite). Jean en Claude stierven al op jonge leeftijd. Zijn vader stierf toen Rondelet nog een kind was. Zijn toekomst zag er somber uit omdat zijn vader, vanwege het grote gezin, hem had voorbestemd om geestelijke te worden, en hem daarom weinig geld had nagelaten; bovendien had hij een voedster gehad die aan een geslachtsziekte leed en hem daarmee infecteerde, waardoor hij in zijn jeugd een slechte gezondheid had.
Eenmaal wat ouder geworden, voelde hij er niets voor om zijn intrede in een klooster te doen. Hij kreeg een lekenopleiding maar richtte zijn aandacht al vroeg op de geneeskunde. Omdat Rondelet als kind zwak en ziekelijk was, en zijn leraren daar slecht mee omgingen, was hij een trage leerling. Hij leerde pas laat lezen. Van zijn toekomst als geestelijke werd hij uiteindelijk op genereuze wijze verlost door zijn oudste broer Albert, die hun vader was opgevolgd in de kruidenhandel. Hij zou zijn studie voor hem bekostigen. Toen hij in 1525, op 18-jarige leeftijd, voor een studie Latijn en filosofie in Parijs aankwam, was hij nog zeer onwetend. Desondanks haalde hij in Parijs de verloren tijd in. Hij keerde in 1529 terug naar Montpellier en schreef zich in voor de studie geneeskunde aan de universiteit aldaar. Een jaar later werd hij benoemd tot zaakgelastigde voor de studenten (procureur des écoliers). In die hoedanigheid ontving hij ook de inschrijving van Rabelais. Rabelais en Rondelet hebben mogelijk samen een glas wijn gedronken (het was nog voor zijn 25e levensjaar, waarin hij ophield met het nuttigen van alcohol uit angst voor jicht), in elk geval deelden ze, met Guillaume Pellicier II, de recent herontdekte garum, en ze werden vrienden. In dezelfde hoedanigheid van zaakgelastigde ontving hij in oktober 1530 het bevel om Michel de Notre-Dame (Nostradamus) van de studie te verwijderen, omdat die al de met het beroep van arts onverenigbaar geachte functie van apotheker had, en bovendien de doktoren belasterde.
Rondelet behaalde het bachelordiploma en ging als arts werken in Pertuis, waar hij zijn inkomen aanvulde door les te geven aan kinderen. Daarna keerde hij terug naar Parijs om Grieks en anatomie te studeren. Hij had inkomsten uit zijn aanstelling als tutor van de zoon van de graaf van Turenne. Johann Winter von Andernach introduceerde hem in de toen nog maar weinig beoefende kunst van de dissectie.
Terug uit Parijs beoefende hij de geneeskunst in Maringues. In 1537 ontving hij in Montpellier de titel van doctor. In januari daaropvolgend trouwde hij met Jeanne Sandre (geboren 1515), die door haar oudere zus Catherine was opgevoed; zijn schoonzus voorzag zo royaal in de behoeften van het paar dat ze Rondelet ervan kon weerhouden om naar Venetië te verhuizen waar hij, bij Guillaume Pellicier, die daar inmiddels Frans ambassadeur was geworden, in de kosten van hun levensonderhoud had willen voorzien. Met Jeanne kreeg hij twee dochters en drie zoons: als eerste een zoon die al jong overleed, daarna Catherine (1540), Jeanne (1542) en een tweeling (1545). Ook de tweeling, François en Jacob, overleed op jonge leeftijd. Het is in die periode dat de gebeurtenis zich afspeelde die veel onbegrip opwekte, en waarin hij, nadat zijn oudste zoon was overleden, zelf diens obductie deed. In 1539 ging hij lesgeven aan de medische faculteit.
Hij werd vanaf een moment ergens tussen 1540 en 1545 een van de twee artsen van kardinaal François de Tournon. Er is mogelijk een verband met een uitbraak van de pest in Montpellier, waardoor er in 1543 nog maar drie studenten over waren aan de medische faculteit. Bij De Tournon had hij steeds zes maanden per jaar dienst en de rest van zijn tijd was hij vrij om die naar eigen inzicht te besteden. Hij vergezelde hem op verschillende reizen, onder meer naar Antwerpen, Bordeaux en Bayonne. In die laatste stad keek hij toe bij de walvisvangst. In november 1549 vertrok hij met De Tournon naar Rome, voor het conclaaf na het overlijden van paus Paulus III. Ze bleven er dertien maanden. Hij ontmoette er Ulisse Aldrovandi en Pierre Belon die op de terugweg was van zijn reis naar de Levant. Overal waar Rondelet kwam deed hij zijn best om de zee te zien, en de vissen die erin leefden.
In 1545 kreeg hij een van de vier de 'koninklijke leerstoelen' in de geneeskunde in Montpellier. In 1551 verliet hij de dienst bij kardinaal De Tournon. Samen met Jean Schyron, Antoine de Saporta en Jean Bocaud liet hij in 1556 een anatomisch theater bouwen voor de medische faculteit. Dat werd de plaats van zijn openbare ontledingen. Nadat Jean Schyron in november 1556 was overleden, werd hij kanselier van de geneeskundefaculteit.
In juli 1560 overleed zijn eerste echtgenote. In november van hetzelfde jaar hertrouwde hij met de veel jongere Tryphène de La Croix. In 1561 bekeerde hij zich tot het protestantse geloof, waarna hij een van de leiders werd van de hervormde kerk van Montpellier, opgericht in 1560. In oktober 1562 overleed zijn dochter Catherine.
In de zomer van 1566 was hij in Toulouse om wat zaken te regelen voor zijn zwagers. Het was warm, hij was vermoeid, er heerste dysenterie en hij liep die ziekte ook op. Dat weerhield hem er niet van om nog met een vriend van hem naar Réalmont te reizen om diens zieke vrouw bij te staan, een reis van meer dan een dag. Eenmaal aangekomen verergerde de dysenterie zich. Hij overleed in Réalmont op 30 juli 1566. Laurent Joubert volgde hem op in zijn leerstoel.

## Bijdragen aan de wetenschap

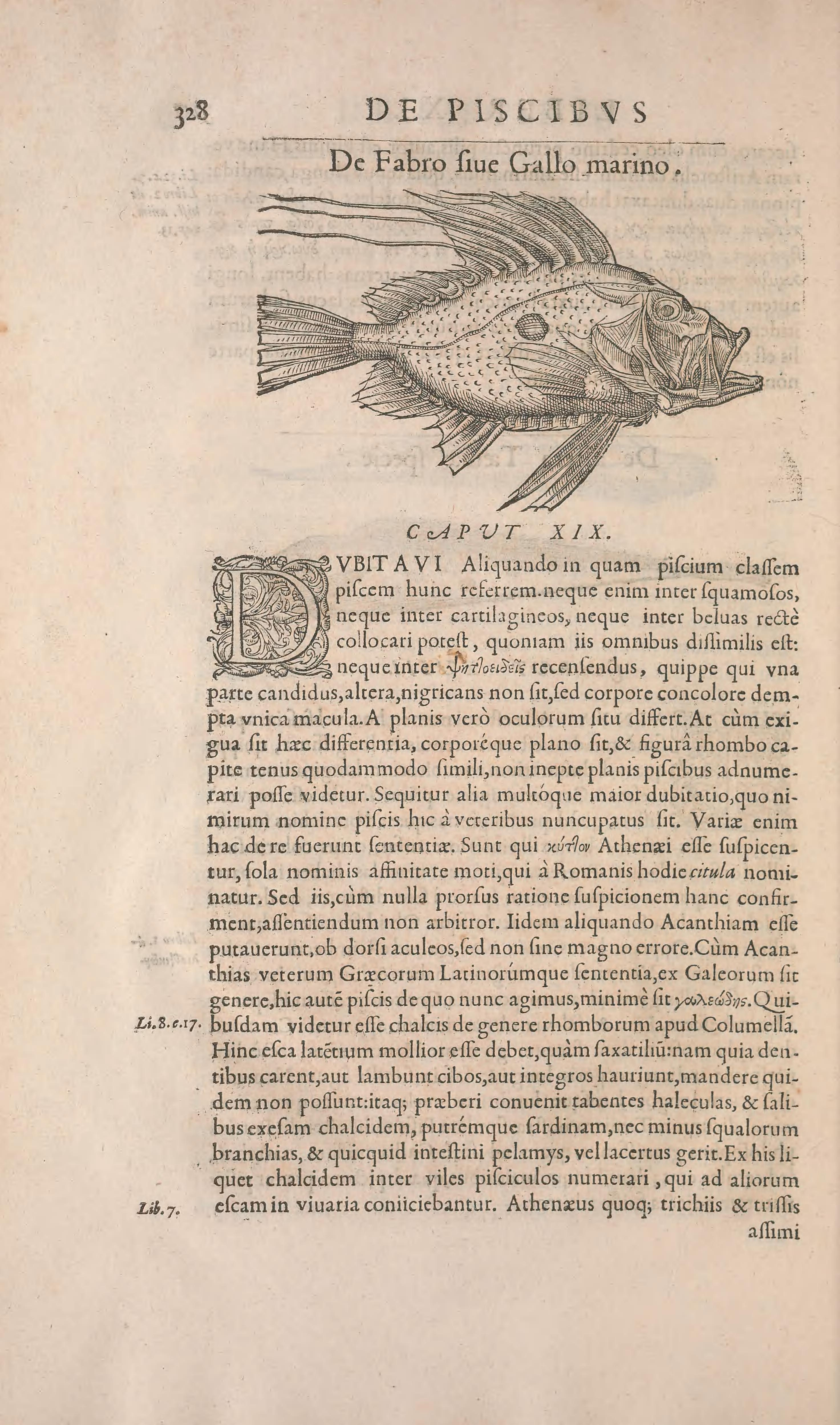
Pagina over de zonnevis (Zeus faber) in Libri de piscibus marinis

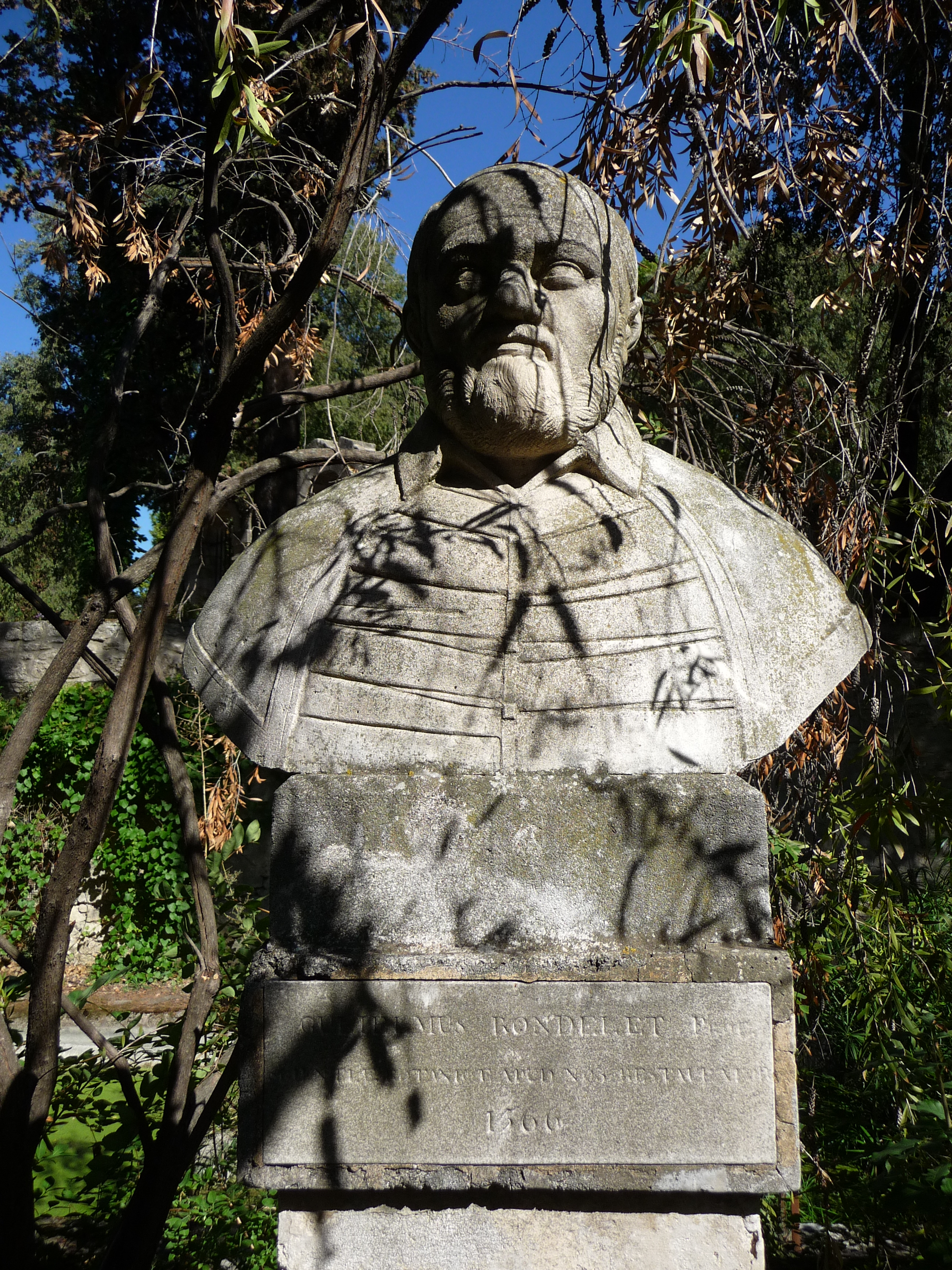
Buste in de botanische tuin van Montpellier

### Ichthyologie
Rondelets invloedrijkste werk is zijn Histoire des poissons. Hij beschreef 244 soorten zeedieren uit de Middellandse Zee. Hij las de klassieke teksten van Aristoteles en Plinius de Oudere zeer kritisch, en verwierp daarin alles wat hem mythen leken. Van de meeste illustraties, houtsneden door een onbekende kunstenaar, is ook heden ten dage nog meteen te herkennen welke soort erin wordt afgebeeld.

### Botanie
Hoewel Rondelet geen botanisch werk heeft gepubliceerd, was zijn invloed op dit gebied aanzienlijk. Jean-Antoine Rioux spreekt van een "Rondelet-wonder", na Rondelets dood voortgezet door Pierre Richer de Belleval, stichter van de botanische tuin van Montpellier. Deze tuin werd een centrum van de ontwikkeling van de botanie van vóór Linnaeus.

## Publicaties
- 1554 Libri de piscibus marinis in quibus verae piscium effigies expressae sunt, Lyon, Matthias Bonhomme
- 1555 Universae aquatilium historiae pars altera, cum veris ipsorum imaginibus, Lyon, Matthias Bonhomme
  - 1558 L'histoire entière des poissons, composée premièrement en latin par Maître Guillaume Rondelet, maintenant traduites en français. Avec leurs portraits au naïf, Lyon, een vertaling door Laurent Joubert van bovenstaande twee werk
- 1558 De natura aquatilium carmen, Lyon, met François Boussuet
- 1556 Methodus de materia medicinali et compositione medicamentorum, Padua,
- 1561 De ponderibus, sive de iusta quantitate et proportione medicamentorum, Antwerpen, Plantijn
- 1565 Dispensatorium seu pharmacopolarum officina: adiecto indice copioso. Keulen, Byrckmann
- 1575 Methodus curandorum omnium morborum corporis humani, Lyon, Guillaume Rouillé, postuum uitgebracht

## Studenten
- François Rabelais (1483–1553)
- Jacques Daléchamps (1513–1588)
- Conrad Gesner (1516–1565)
- Charles de l'Écluse (1526–1609)
- Laurent Joubert (1529–1583)
- Volcher Coiter (1534–1576)
- Leonhard Rauwolf (1535–1596)
- Félix Platter (1536–1614)
- Mathias de Lobel (1538–1616)
- Johann Bauhin (1541–1612)
- Jean-Antoine Sarrasin (1547–1598)

## Eerbewijzen
- Het vissengeslacht Rondeletia, een geslacht van diepzeevissen, is in 1895 door George Brown Goode en Tarleton Hoffman Bean naar hem vernoemd.[19]
- Het plantengeslacht Rondeletia, nu in de Sterbladigenfamilie (Rubiaceae), werd in 1703 door Charles Plumier naar hem vernoemd.[20] Carl Linnaeus nam in 1753 die naam als wetenschappelijke naam over.[21]
- In de botanische tuin van Montpellier staat een buste van hem.

- Biblioteca Nacional de España: XX1097290
- Bibliothèque nationale de France: cb12337188s (data)
- Author citation (botany): Rondelet
- Catàleg d'autoritats de noms i títols de Catalunya: 981058529413606706
- CiNii: DA14136350
- Gemeinsame Normdatei: 117593966
- International Standard Name Identifier: 0000 0001 0855 716X
- Library of Congress Control Number: n87885135
- Mathematics Genealogy Project: 158329
- Nationale Bibliotheek van Tsjechië: nlk20000091535
- Nederlandse Thesaurus van Auteursnamen: 153000015
- Istituto Centrale per il Catalogo Unico: BVEV022061
- LIBRIS: 241897
- SNAC: w6zc8x5r
- Système universitaire de documentation: 035271612
- Virtual International Authority File: 93145857810823020084
- WorldCat: E39PBJyCKpKmdHkkQqjTyMJv73